# Amorgós
Pour l’article homonyme, voir Amorgós (dème).
Amorgós  (grec moderne : Αμοργός) est une île grecque, la plus orientale des Cyclades. Elle dispose de deux ports sur sa côte ouest : Katápola au centre et Órmos Egiális (ou Aighialis) au nord.
Le chef-lieu, appelé Chóra ou Amorgós, est situé à 320 m d'altitude. L'île est plus ou moins divisée en trois pôles regroupant plusieurs villages :
- Egiáli au nord (Langáda, Tholária, Potamós, O. Eghialis) ;
- Katapola et Chóra au centre ;
- les káto meriá (« le pays d'en bas ») au sud.

## Géographie

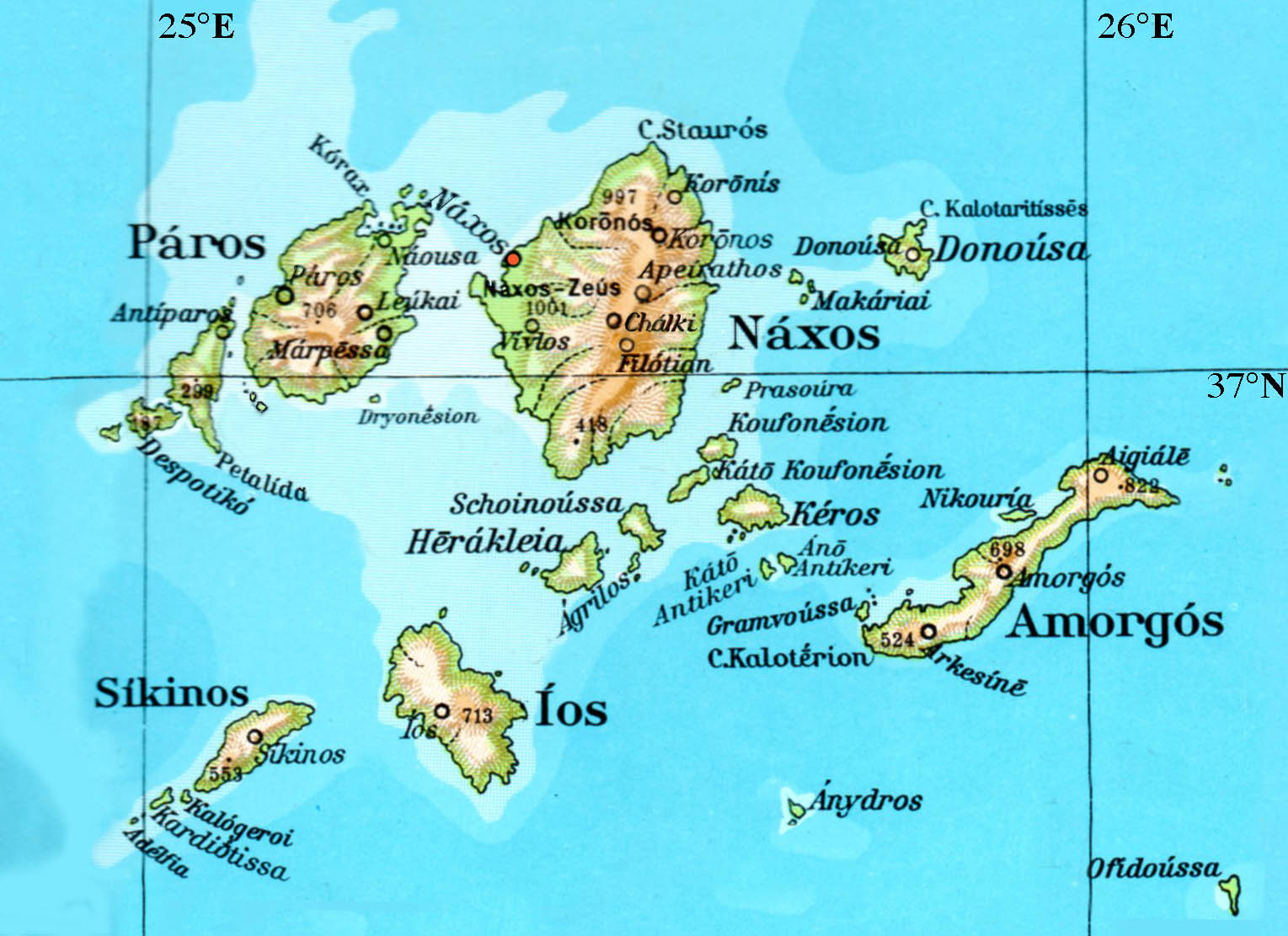
Amorgós parmi les îles voisines : Paros, Naxos, Ios et autres.

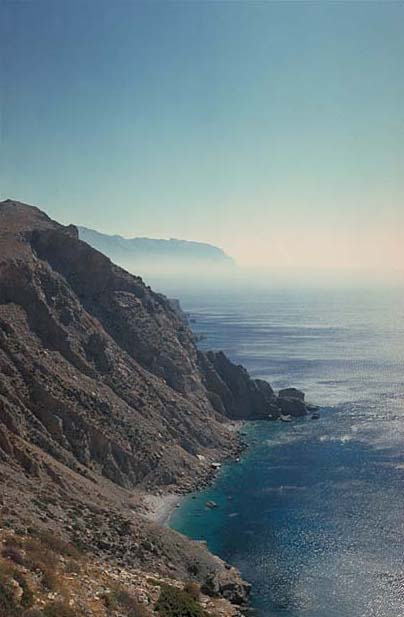
La falaise sud d'Amorgós.

Amorgós s'étend sur 121 km2 et compte 112 km de côtes. Elle fait 33 km de long sur une moyenne de 2 à 6 km de large. Elle se situe à 138 milles marins du Pirée (256 km). Sa population s'élevait à 1 973 habitants (en 2011).
Sur toute sa longueur, l'île est traversée par une chaîne de montagnes qui descend abruptement dans la mer le long de la côte sud-est. Le mont Krikellos, situé à l'est d'Egiáli, culmine à 821 m. Au nord de l'île à mi-chemin entre Hora et Aegiali se trouve l'îlot longiligne et désertique de Nikouria (4 km de long).

## Administration
Depuis 1997, le dème (municipalité) d'Amorgós regroupe les districts municipaux d'Egiáli (Langada), Amorgós (Chóra), Arkesíni, Vroutsis, Tholária et Katápola.

## Tourisme
Comparaison du poids du tourisme dans diverses îles des Cyclades
| | Amorgós | Naxos | Paros   | Mykonos  | Santorin |
| Nombre de lits (2006)                                                                                                 | 298     | 4 239 | 6 616   | 9 274    | 9 789    |
| Lits/km2 (1997) | 11,2    | 17,9  | 81,8    | 154,2    | 253,4    |
| Lits/habitants (1997)                                                                                                 | 0,71    | 0,43  | 1,25    | 1,36     | 1,6      |
| Nuitées/habitants (1997)                                                                                              | 2,9     | 8,5   | 47,2    | 127,2    | 20,6     |
| Nuitées/superficie (1997)                                                                                             | 41,5    | 351,9 | 3 102,8 | 14 374,3 | 3 264,3  |
| Source : Ioannis Spilianis, Tourisme et développement durable en Méditerranée. La Grèce., Université de l'Égée, 2003. |         |       |         |          |          |

Le tourisme s'y développe peu à peu, mais les caractéristiques de l'île la préservent du tourisme de masse. Elle n'est accessible que par bateau et n'est plus autosuffisante en eau, même pour les insulaires indigènes. Elle en importe toute l'année par bateaux-citernes, surtout l'été à cause de la saison touristique, depuis le port du Laurion en Attique, pour un coût moyen de 9 € le mètre-cube. Les trois principaux sites d'hébergement touristique sont Katápola, Egiáli et Chóra. Les circuits de randonnées sont relativement bien entretenus. Les autres activités sont la plongée sous-marine, les activités relatives au bien-être, et les plages (mais ce n'est pas l'attrait principal de l'île en comparaison avec d'autres îles grecques).

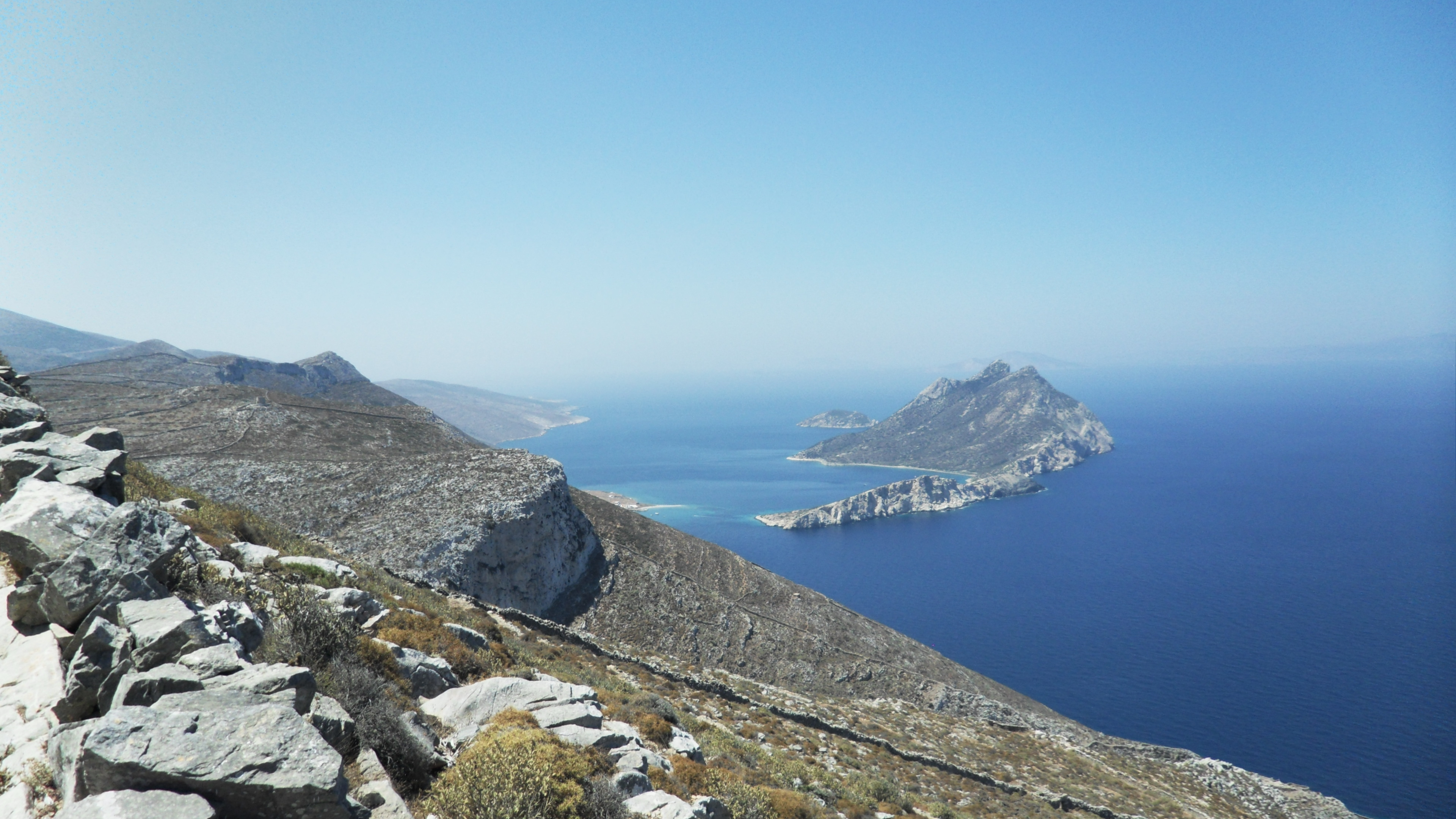
L'îlot de Nikouria vu depuis Amorgós.

## Histoire

### Préhistoire
Amorgós est habitée dès le Néolithique comme en témoignent des pointes de flèches en obsidienne remontant à 4500 avant notre ère). La période protocycladique, entre 3000 et 2000 avant notre ère, est un âge d'or pour l'île. Une douzaine d'acropoles avec palais et nécropoles ont été identifiées. Surtout, Amorgós produit alors de très nombreuses statues cycladiques, donnant leurs noms à deux variétés de statues du type « canonique », celles de Kapsala et de Dokathismata. 

### Antiquité
Amorgós est peuplée par les Ioniens vers 1200 av. J.-C.. À partir de la période archaïque, trois cités-États indépendantes se partagent l'île : Egiáli au nord, Minoa (située sur une colline au-dessus de Katapola), et Arkesini au sud. L'île subit l'influence, puis la domination de Naxos, puis de Samos. Elle intègre ensuite l'alliance athénienne, passe aux Ptolémées d'Égypte et enfin aux Romains qui l'utilisent comme lieu d'exil. En -322, durant la guerre lamiaque, eut lieu au large de cette île une bataille navale entre la flotte athénienne et la flotte d'Antipater, régent de Macédoine. La défaite athénienne consacra la fin définitive de la suprématie navale de la cité.

### Antiquité tardive
Les plus anciens témoignages de la christianisation d'Amorgós, des tombes hypogées, remontent au Ve siècle. Le monachisme s'y développe au VIIe siècle.

### Période byzantine
En 727-728, Amorgós, à majorité orthodoxe, se révolte contre l'empereur iconoclaste Léon l'Isaurien. Au IXe siècle elle est attaquée par les Sarrasins installés en Crète, leurs derniers raids esclavagistes ayant lieu 1027 et en 1035. Au XIe siècle, l'île est dépeuplée et le contrôle du pouvoir central s'efface : la défense et la collecte des impôts deviennent impossibles, Amorgós devient un lieu d'exil pour les dignitaires byzantins devenus indésirables, restant quasi abandonnée jusqu'à la fondation du monastère de la Chozoviótissa.

### Période vénitienne
Vers 1206 Amorgós est annexée au duché de Naxos par Marco Sanudo. Le kastro vénitien de Chóra est alors construit. Elle est reprise à Angelo Sanudo par Jean III Doukas Vatatzès en 1250, auquel succède un autre vénitien, Filippo Ghisi, cousin des Sanudi. Le corsaire grec Licario mandaté par Michel VIII Paléologue la libère à nouveau en 1276 mais elle est reconquise par des membres d'une branche des Ghisi installée en Crète, et incluse dans le traité entre Venise et l'Empire byzantin en 1303. Elle est cependant disputée aux Ghisi par les ducs de Naxos, qui l'occupent pendant plusieurs années. En 1312, elle est le théâtre de la bataille d'Amorgós entre l'émirat turc de Menteşe et l'ordre de Saint-Jean de Jérusalem. En 1419, un traité entre les Ottomans et Venise confirme que l'île est sous la souveraineté vénitienne. En 1446, Giovanni Querini, comte d'Astypalée, achète Amorgós aux Ghisi et au Sénat de Venise qui en possèdait un quart en propre.

### Période ottomane
Amorgós est conquise par Barberousse pour l'empire ottoman en 1537, et, comme la plupart des Cyclades, incluse dans la Grèce ottomane. L'île a été la proie des pirates : elle subit un dernier raid dévastateur par des pirates Maniotes en 1797.

### Époque contemporaine
Au terme de la guerre d'indépendance grecque, Amorgós est libérée avec le reste des Cyclades en 1832. Elle est de nouveau utilisée comme lieu d'exil des opposants au cours du XXe siècle : par le gouvernement de Venizélos en 1917, par le Régime du 4-Août de Ioánnis Metaxás dans les années 1930, puis pendant la dictature des colonels de 1967 à 1974.
L'île est touchée en 1956 par le séisme le plus puissant de Grèce du XXe siècle.

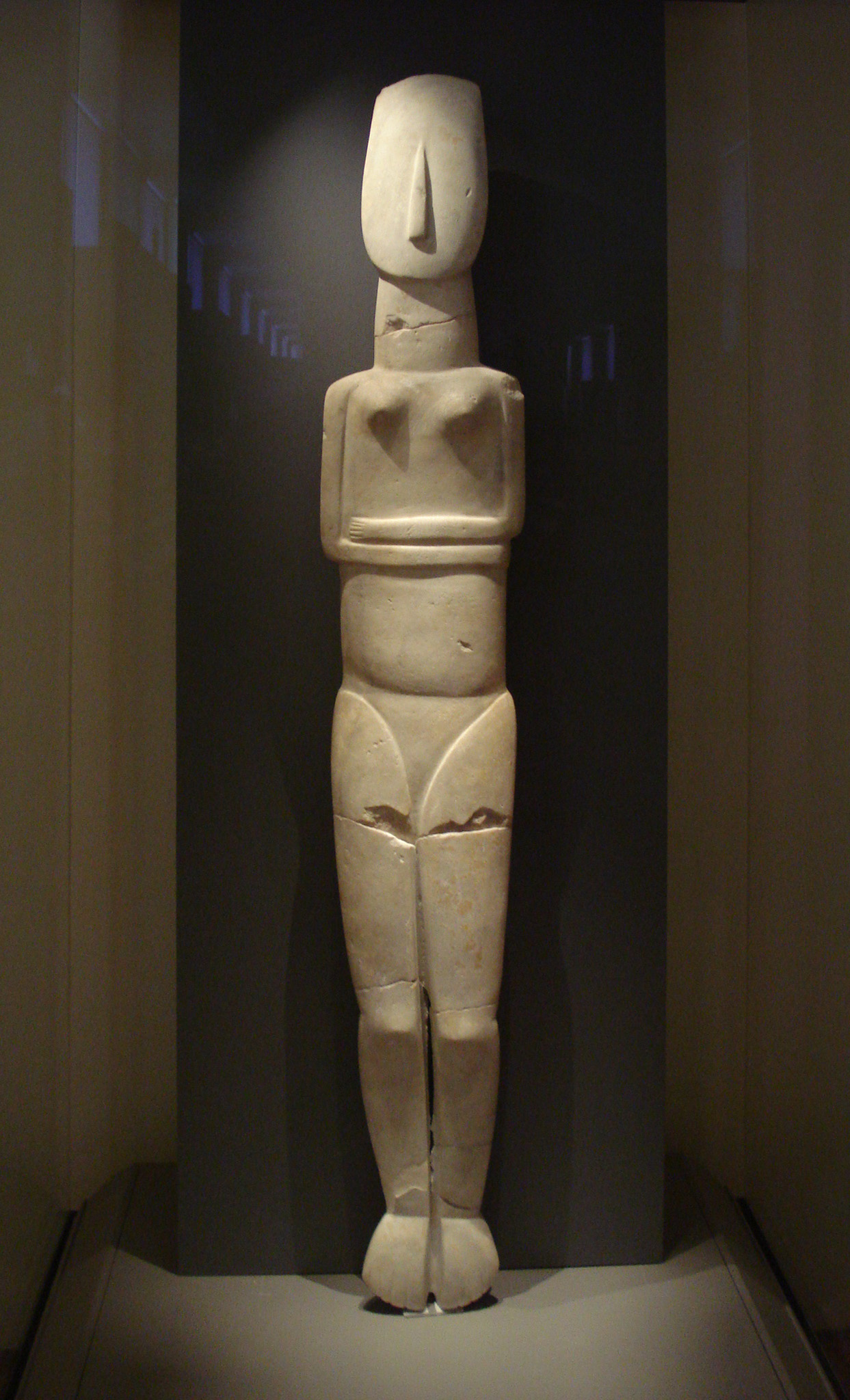
L’idole d’Amorgós, une des plus grandes statues cycladiques retrouvées.
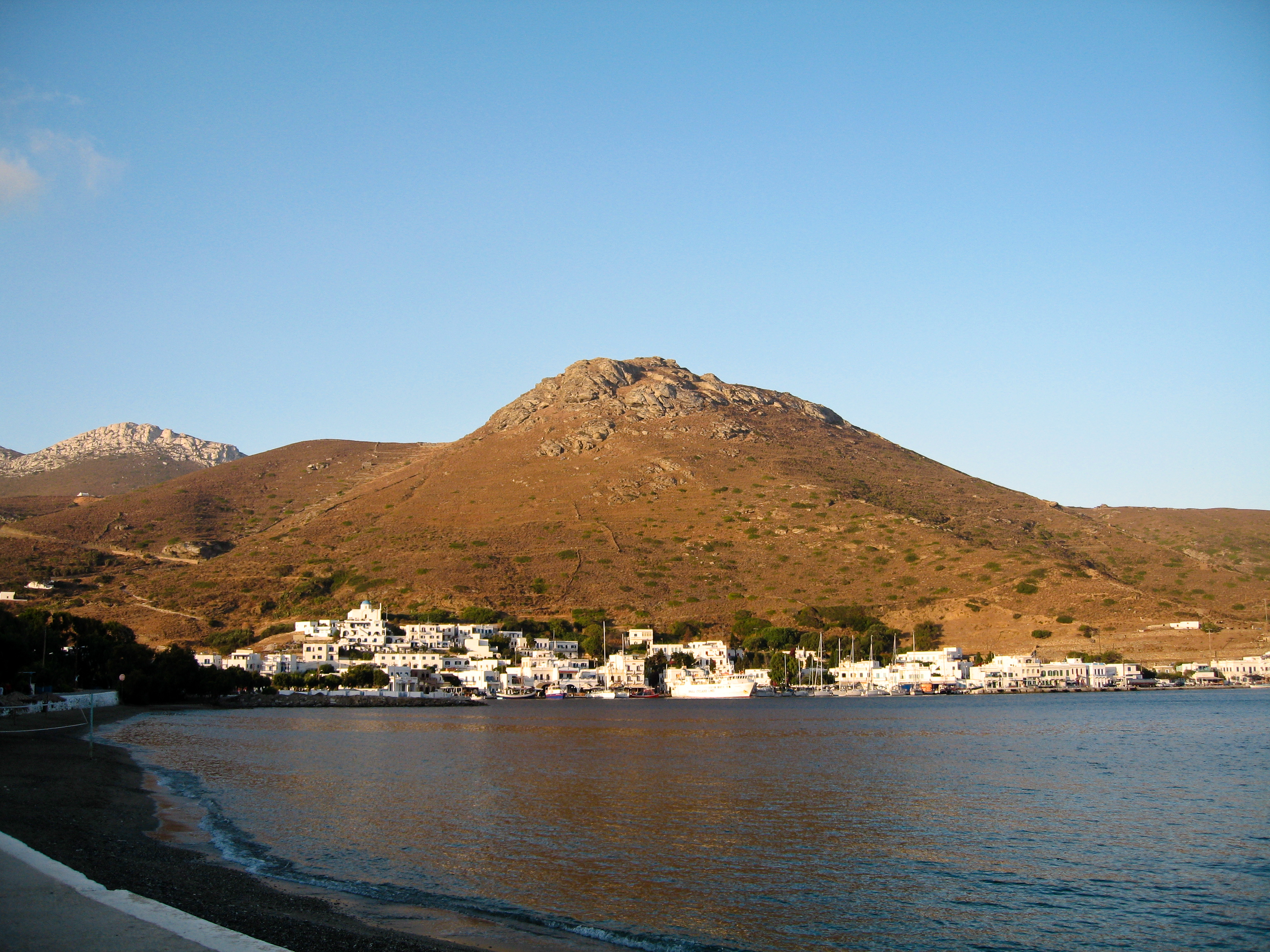
Site de Minoa, sur la colline dominant Katapola.
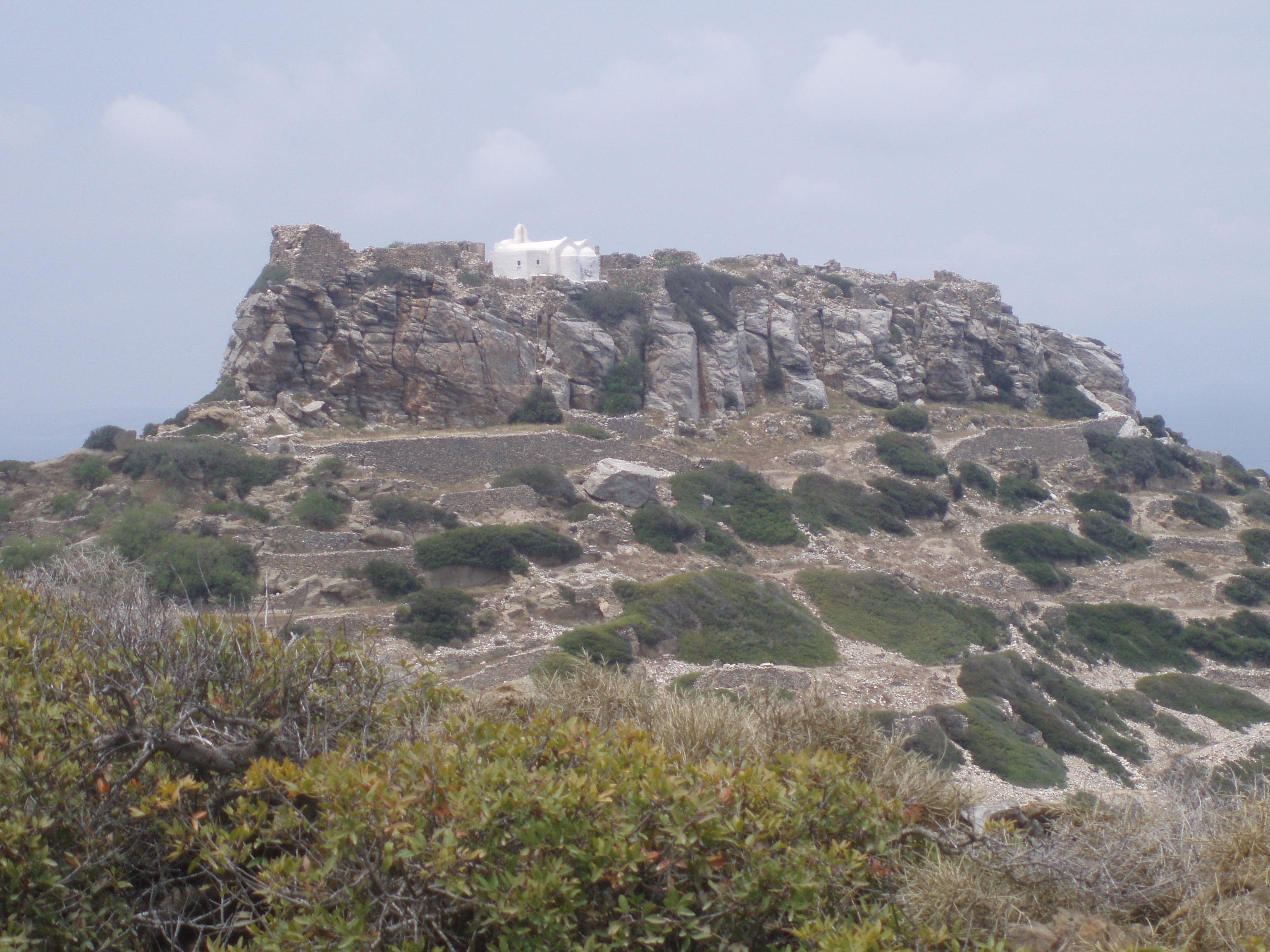
Acropole d'Arkesini.

## Le monastère de la Panagía Chozoviótissa
Ce monastère est un des plus spectaculaires de Grèce et une des plus anciennes constructions byzantines des Cyclades. Il est jusqu'au XIXe siècle l'un des plus riches de Grèce, possédant un vaste patrimoine foncier dans l'île et sur le continent.
Il n'existe pas de document relatifs à sa fondation, mais des traditions orales parfois divergentes et des documents plus tardifs. Elle remonterait au XIe siècle. Le monastère aurait été restauré ou véritablement fondé par l'empereur byzantin Alexis Ier Comnène en 1088. Il aurait été créé pour abriter une icône sauvée des iconoclastes par une femme pieuse originaire de Khoziva (en), une vallée proche de Jéricho en Terre Sainte.
Il est construit littéralement à flanc de falaise, à 300 m au-dessus de la mer. Par endroits, le monastère ne fait guère plus d'un mètre cinquante de large. La chapelle est installée dans une des anfractuosités du rocher. Tournefort, dans son Voyage d'un botaniste (1700) dit qu'il « ressemble de loin à une armoire appliquée vers le bas d'un rocher effroyable, taillé naturellement à plomb ». Il estime qu'une centaine de moines pouvaient y loger. En 1989, il n'y en avait plus que deux. Depuis l'ouverture du rideau de fer et la restauration de la liberté religieuse en Europe de l'Est, de nombreux jeunes moines d'origine bulgare, serbe, roumaine, moldave, ukrainienne et russe sont venus repeupler le monastère d'Amorgós, comme d'autres monastères de Grèce.
Ce monastère, dont les murs sont blanchis à la chaux, rappelle par son aspect certaines lamasseries himalayennes comme celle de Phuktal au Zanskar.

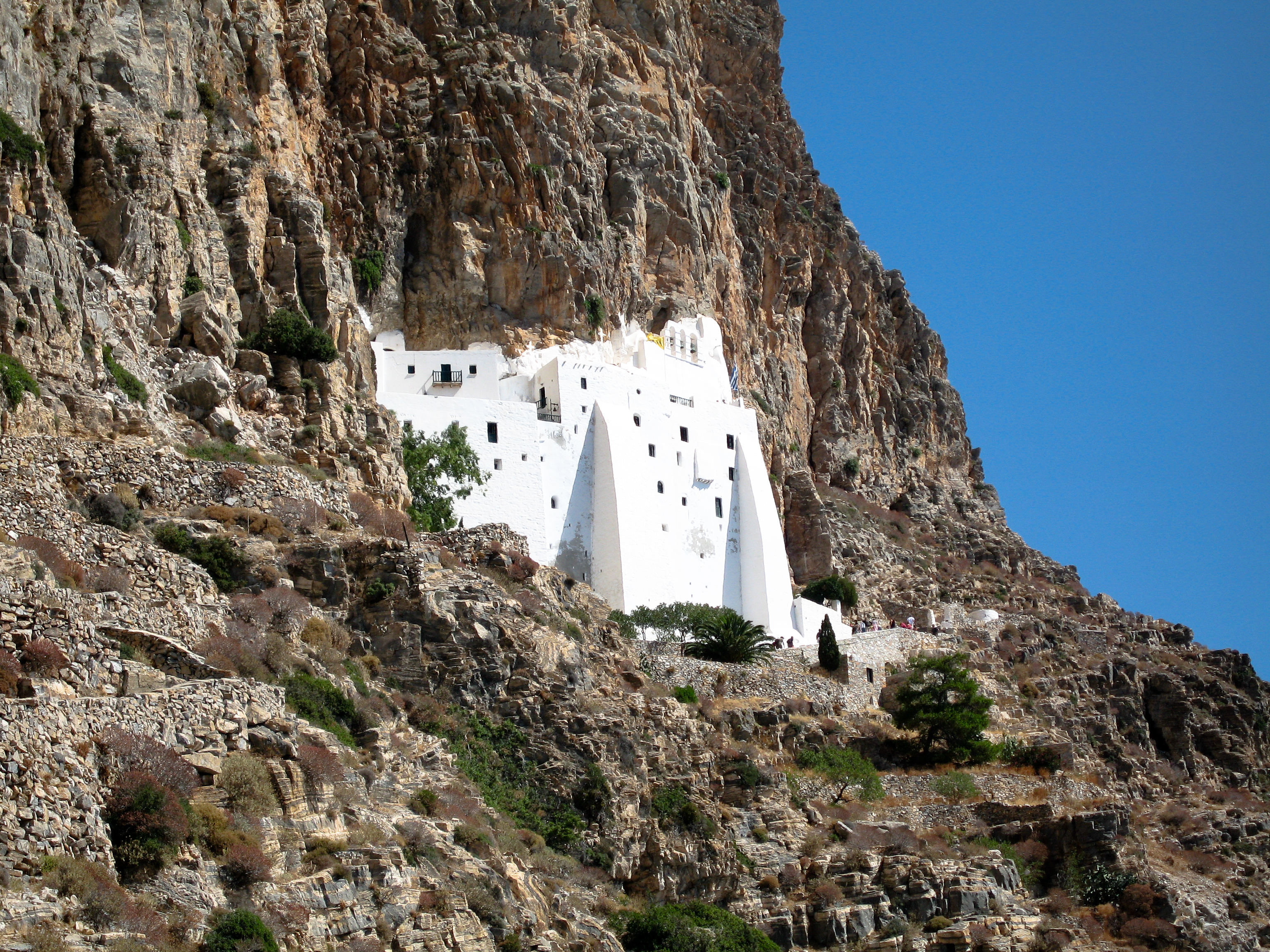
Le monastère de la Chozoviótissa.
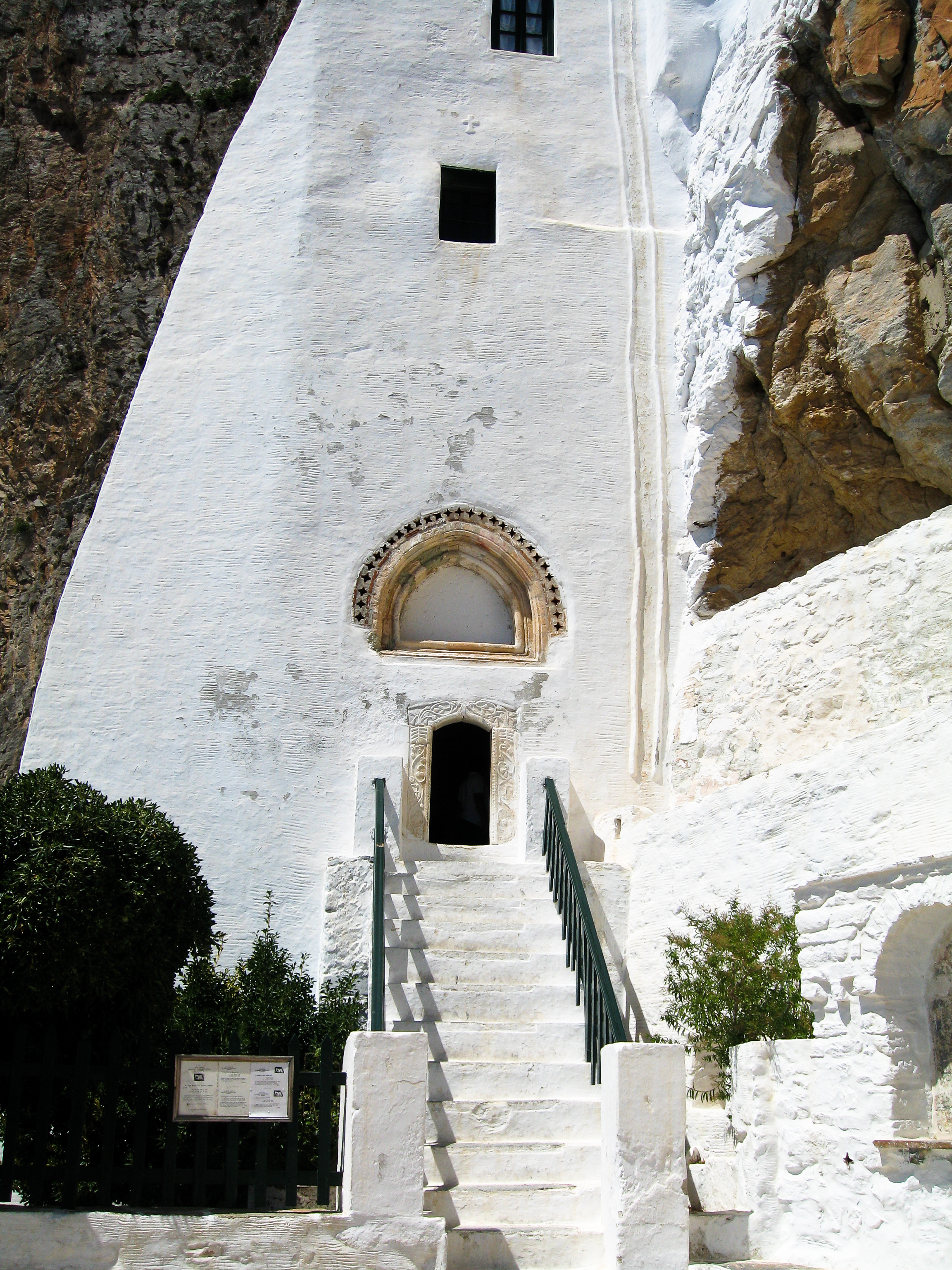
Entrée du monastère : l'arc brisé indique une influence latine.
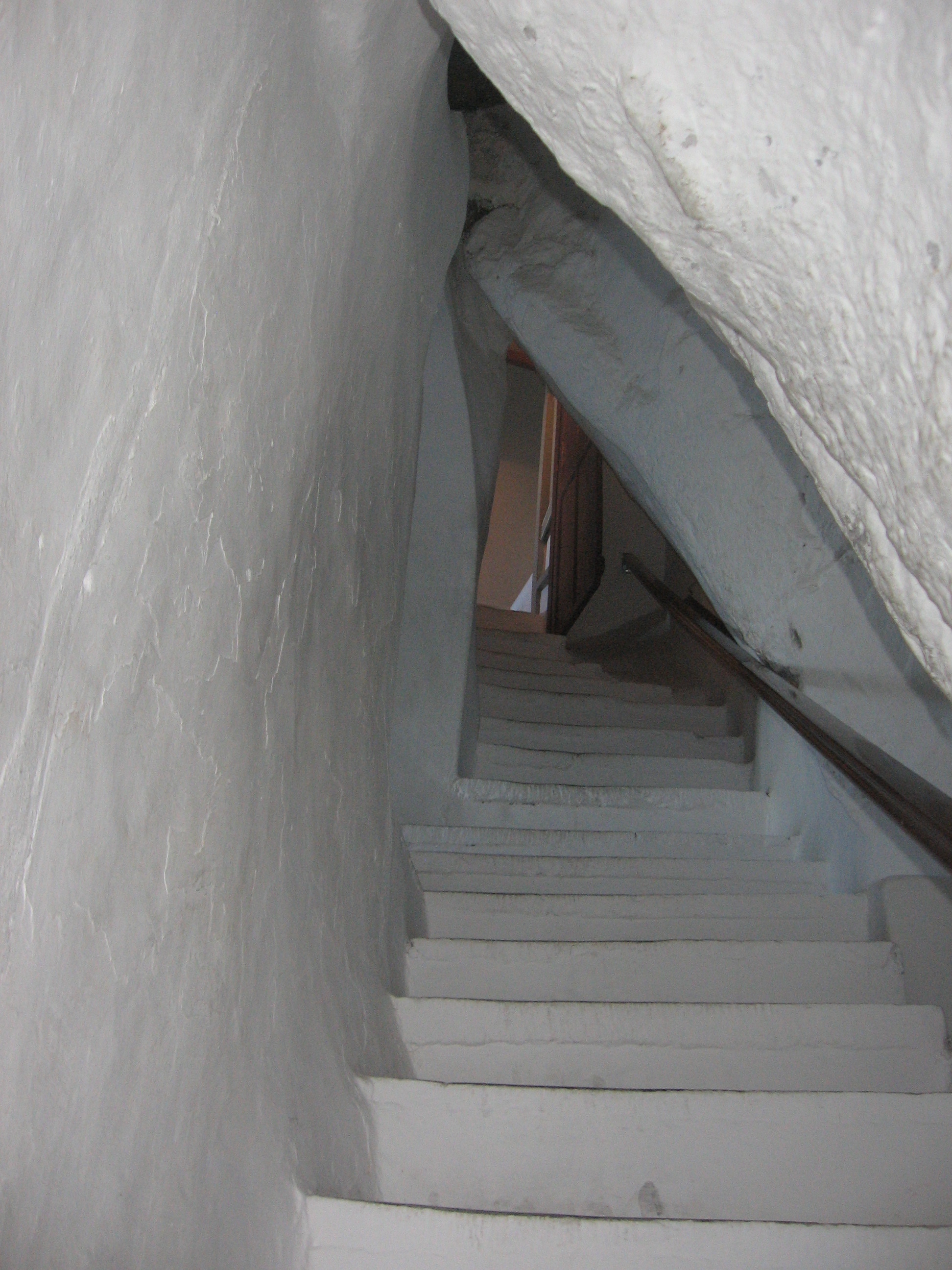
Escalier principal.

## Littérature

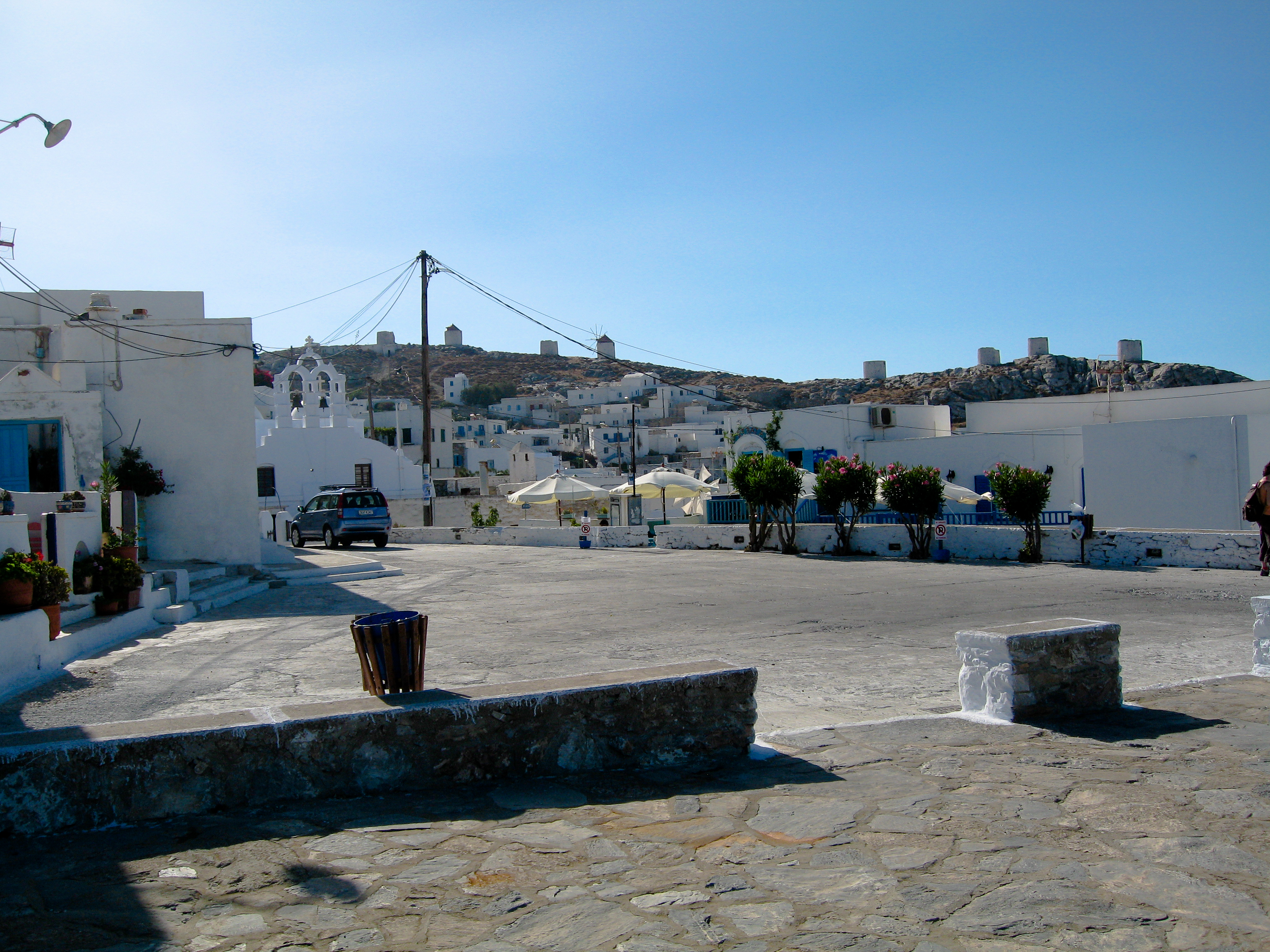
Moulins surplombant le village de Chóra.

- Pour se faire une idée de la vie à Amorgós à la fin du XIXe siècle, dans l'œuvre de Gaston Deschamps La Grèce d'aujourd'hui on peut lire le chapitre « Six semaines dans l'île d'Amorgos »[12].
- Le poète Lorand Gaspar écrit au monastère de Chozoviótissa le poème Monastère, inclus dans le recueil Égée Judée.
- L'île est longuement décrite dans le roman Amorgos, de Jean-Luc Bermond (éd. Le Plein des sens, 2003).

## Cinéma
Amorgós a acquis une certaine notoriété avec le film de Luc Besson Le Grand Bleu, dont plusieurs scènes ont été tournées en 1987 à Chóra et au pied du monastère de la Chozoviótissa accroché à la falaise.